# 静間村
静間村（しずまむら）は、島根県邇摩郡にあった村。現在の大田市の一部にあたる。

## 地理
北側は日本海に面していた。
- 河川：静間川、三瓶川[1]。

## 歴史
- 1889年（明治22年）4月1日、町村制の施行により、邇摩郡静間村が単独で村制施行し、静間村が発足[1][2]。
- 1954年（昭和29年）1月1日 - 邇摩郡久利村、安濃郡大田町・長久村・鳥井村・久手町・波根東村・川合村と合併して市制施行し大田市を新設して廃止された[1][2]。

### 地名の由来
大国主の霊跡とされる静窟（しずのいわや、静之窟）に由来する。

## 交通
- 和江港[1]